# Aaron Van der Beken
Aaron Van der Beken (født 13. november 2000 i Zwijnaarde) er en cykelrytter fra Belgien, der er på kontrakt hos Ridley Racing Team.